# Törökország a 2018. évi téli olimpiai játékokon
Törökország a dél-koreai Phjongcshangban megrendezett 2018. évi téli olimpiai játékok egyik részt vevő nemzete volt. Az országot az olimpián 4 sportágban 8 sportoló képviselte, akik érmet nem szereztek.

## Alpesisí
Férfi
| Versenyző    | Versenyszám      | 1. futam      | 1. futam      | 2. futam | 2. futam | Összesítés | Összesítés |
| Versenyző    | Versenyszám      | Idő           | Hely.         | Idő      | Hely.    | Idő        | Helyezés   |
| ------------ | ---------------- | ------------- | ------------- | -------- | -------- | ---------- | ---------- |
| Serdar Deniz | Óriás-műlesiklás | 1:23,45       | 77.           | 1:20,78  | 65.      | 2:44,23    | 67.        |
| Serdar Deniz | Műlesiklás       | nem ért célba | nem ért célba | kiesett  | kiesett  | kiesett    | kiesett    |

Női
| Versenyző         | Versenyszám      | 1. futam      | 1. futam      | 2. futam | 2. futam | Összesítés | Összesítés |
| Versenyző         | Versenyszám      | Idő           | Hely.         | Idő      | Hely.    | Idő        | Helyezés   |
| ----------------- | ---------------- | ------------- | ------------- | -------- | -------- | ---------- | ---------- |
| Özlem Çarıkçıoğlu | Óriás-műlesiklás | 1:27,71       | 64.           | 1:25,29  | 57.      | 2:53,00    | 57.        |
| Özlem Çarıkçıoğlu | Műlesiklás       | nem ért célba | nem ért célba | kiesett  | kiesett  | kiesett    | kiesett    |

## Műkorcsolya
| Versenyző                  | Versenyszám | Rövid program | Rövid program | Kűr   | Kűr   | Összesítés | Összesítés |
| Versenyző                  | Versenyszám | Pont          | Hely.         | Pont  | Hely. | Pont       | Helyezés   |
| -------------------------- | ----------- | ------------- | ------------- | ----- | ----- | ---------- | ---------- |
| Alisa Agafonova Alper Uçar | Jégtánc     | 59,42         | 20.           | 87,76 | 18.   | 147,18     | 19.        |

## Sífutás
Távolsági
Férfi
| Versenyző    | Versenyszám | Idő     | Helyezés |
| ------------ | ----------- | ------- | -------- |
| Ömer Ayçiçek | 15 km       | 40:28,7 | 89.      |
| Hamza Dursun | 15 km       | 40:05,3 | 88.      |

Női
| Versenyző     | Versenyszám | Idő     | Helyezés |
| ------------- | ----------- | ------- | -------- |
| Ayşenur Duman | 10 km       | 33:06,4 | 86.      |

Sprint
| Versenyző                 | Versenyszám         | Selejtező | Selejtező | Negyeddöntő | Negyeddöntő | Elődöntő | Elődöntő | Döntő   | Helyezés |
| Versenyző                 | Versenyszám         | Idő       | Hely.     | Idő         | Hely.       | Idő      | Hely.    | Idő     | Helyezés |
| ------------------------- | ------------------- | --------- | --------- | ----------- | ----------- | -------- | -------- | ------- | -------- |
| Ömer Ayçiçek              | Férfi egyéni sprint | 3:57,91   | 74.       | kiesett     | kiesett     | kiesett  | kiesett  | kiesett | 74.      |
| Hamza Dursun              | Férfi egyéni sprint | 3:36,53   | 68.       | kiesett     | kiesett     | kiesett  | kiesett  | kiesett | 68.      |
| Ömer Ayçiçek Hamza Dursun | Férfi csapatsprint  |           |           |             |             | 18:45,78 | 14.      | kiesett | 25.      |

## Síugrás
Férfi
| Versenyző           | Versenyszám | Selejtező | Selejtező | Selejtező | 1. ugrás | 1. ugrás | 1. ugrás | 2. ugrás | 2. ugrás | 2. ugrás | Összesítés | Összesítés |
| Versenyző           | Versenyszám | Táv       | Pont      | Hely.     | Táv      | Pont     | Hely.    | Táv      | Pont     | Hely.    | Pont       | Helyezés   |
| ------------------- | ----------- | --------- | --------- | --------- | -------- | -------- | -------- | -------- | -------- | -------- | ---------- | ---------- |
| Fatih Arda İpcioğlu | Normálsánc  | 79,0      | 68,2      | 57.       | kiesett  | kiesett  | kiesett  | kiesett  | kiesett  | kiesett  | kiesett    | kiesett    |
| Fatih Arda İpcioğlu | Nagysánc    | 96,5      | 36,4      | 56.       | kiesett  | kiesett  | kiesett  | kiesett  | kiesett  | kiesett  | kiesett    | kiesett    |